# Jeremy de León
Jeremy André de León Rodríguez (n. San Juan (Puerto Rico), 18 de marzo de 2004) es un futbolista puertorriqueño que juega de delantero en el  Real Madrid Castilla C. F. de la Primera Federación RFEF. En agosto de 2025 es cedido por un año al Hércules CF de Alicante. 

## Trayectoria
Jeremy es un jugador nacido en San Juan (Puerto Rico), formado en las categorías inferiores del Puerto Rico Surf Soccer Club y en el mercado de invierno de la temporada 2021-22 firmaría por el CD Castellón para competir en el Juvenil "A". En media temporada en el conjunto orellut, lograría 13 goles siendo uno de los artífices del ascenso a la División de Honor Juvenil.
El 6 de mayo de 2022, renueva su contrato por el Club Deportivo Castellón hasta 2024. Unos días después, debuta en el primer equipo como titular en el derbi contra el Villareal B.
En la temporada 2022-23, forma parte del Club Deportivo Castellón de la Primera División RFEF, anotando 1 gol en 26 partidos de temporada regular. En los play-off de ascenso a Segunda División fue clave, saliendo de titular en los 4 partidos que el Castellón jugó y anotando un gol decisivo ante el RC Deportivo en la vuelta de las semifinales en Castalia.
Al inicio de la temporada 2023-24 continuó formando parte del Castellón, heredando el dorsal 11 de Adrián Fuentes, sin embargo, durante el mercado de fichajes de enero, específicamente el día 20 de enero de 2024, el jugador puertorriqueño fue fichado por el Real Madrid Castilla, el cual estuvo negociando con Jeremy de León y el club albinegro desde inicios del mercado de fichajes. Durante este periodo, surgieron otros clubes de futbol interesados en traer a sus filas a Jeremy de León, entre los cuales el Villareal y el Valencia. Sin embargo, el jugador puertorriqueño decidió firmar con el club merengue.
En agosto de 2025 es cedido al Hércules CF de Alicante (Primera Federación) hasta junio de 2026 (5)

## Selección nacional

### Categorías inferiores
Es internacional con la selección de fútbol sub-20 de Puerto Rico con el que disputó la clasificación para el Campeonato Sub-20 de la Concacaf de 2022. Anotó dos goles contra las Bermudas en el último partido de la fase de grupos, una eventual victoria que vio a Puerto Rico clasificarse para el torneo final. También en 2022, fue incluido en la Selección de fútbol sub-20 de Puerto Rico con el que disputó el Torneo Sub-19 UNCAF 2022 en Belice.

### Selección absoluta
En verano de 2022, De León recibió su primera convocatoria a la selección absoluta para los partidos de la Liga C de Naciones de CONCACAF 2022-23.

## Clubes
| Club                     | País   | Año       |
| ------------------------ | ------ | --------- |
| Club Deportivo Castellón | España | 2022-2024 |
| Real Madrid Castilla     | España | 2024-     |